# Сант'Анджело-а-Фазанелла
Сант'Анджело-а-Фазанелла (італ. Sant'Angelo a Fasanella) — муніципалітет в Італії, у регіоні Кампанія,  провінція Салерно.
Сант'Анджело-а-Фазанелла розташований на відстані близько 290 км на південний схід від Рима, 105 км на південний схід від Неаполя, 60 км на південний схід від Салерно.
Населення — 638 осіб (2014).
Щорічний фестиваль відбувається 29 вересня. Покровитель — святий Архангел Михаїл.

## Демографія
Населення за роками:

Станом на 1 січня 2023 року в муніципалітеті офіційно проживало 57 іноземців з 4 країн, серед них 46 громадян країн Євросоюзу.

## Сусідні муніципалітети
- Беллозгуардо
- Корлето-Монфорте
- Оттаті
- Петіна
- Рошиньо